# Early-Inseln
Die Early-Inseln sind eine Gruppe kleiner Inseln vor der Walgreen-Küste des westantarktischen Ellsworthlands. Sie liegen unmittelbar westlich des Cosgrove-Schelfeises im südöstlichen Abschnitt der Ferrero Bay.
Der United States Geological Survey kartierte sie anhand eigener Vermessungen und Luftaufnahmen der United States Navy zwischen 1960 und 1966. Das Advisory Committee on Antarctic Names benannte sie 1970 nach dem US-amerikanischen Biologen Tommy Joe Early von der Ohio State University, der zwischen 1968 und 1969 im Ellsworthland tätig war.